# Hart, Texas
Hart là một thành phố thuộc quận Castro, tiểu bang Texas, Hoa Kỳ. Năm 2010, dân số của xã này là 1114 người.

## Dân số
- Dân số năm 2000: 1198 người.
- Dân số năm 2010: 1114 người.